# Meteterakis
Meteterakis ist eine Gattung der Spulwürmer mit 34 Arten. Sie ist die einzige Gattung in der Unterfamilie Meteterakinae. Die Vertreter kommen im Orient vor und befallen Amphibien, Reptilien und Säugetiere.

## Merkmale
Die drei Lippen sind nicht vom Körper abgesetzt und haben keine Zwischenlippen. Ein schleifenartiges Bandpaar im Bereich des Kopfes (‚cordons‘) ist nicht vorhanden. Die Kaudalflügel sind durch drei oder vier Paare dicker, fleischiger Papillen gestützt. Der Schwanz trägt zahlreiche Papillen. Die Spicula sind einfach gebaut.

## Systematik
Hodda (2022) unterteilt die Meteterakinae in die Tribus Meteterakini mit der einzigen Untertribus Meteterakinii und wiederum der einzigen Gattung Meteterakis. Zur Gattung gehören folgende Arten:
- Meteterakis amamiensis Hasegawa, 1990
- Meteterakis andamanensis Soota & Chaturvedi, 1970
- Meteterakis aurangabadensis Deshmukh & Choudhari, 1980
- Meteterakis baylisi Inglis, 1958
- Meteterakis bufonis Yamaguti, 1935
- Meteterakis cophotis Baylis, 1935
- Meteterakis crombiei Bursey, Goldberg & Kraus, 2005
- Meteterakis govindi Karve, 1930
- Meteterakis guptai Gupta & Naiyer, 1994
- Meteterakis howardi Li, 1933
- Meteterakis ishikawanae Hasegawa, 1987
- Meteterakis japonica Wilkie, 1930
- Meteterakis karvei Naidu & Thakare, 1981
- Meteterakis longispiculata Baylis, 1922
- Meteterakis louisi Inglis, 1958
- Meteterakis lyriocephali Crusz & Ching, 1975
- Meteterakis mabuyae Chakravarty, 1944
- Meteterakis paucipapillosa Wang, 1980
- Meteterakis sinharajensis Crusz & Ching, 1976
- Meteterakis vaucheri Adamson, 1986